# Philhellén (regény)
A Philhellén (címe oroszul:  Филэллин) Leonyid Juzefovics orosz író regénye. Megjelent a moszkvai ASZT Kiadónál (Jelena Subina szerkesztősége) 2021-ben.
Témája az 1820-as évek görög szabadságharca.
A regény 2021-ben elnyerte a Nagy Könyv díj első fokozatát.

## A regény témája, címe
A szerző 2008-ban kezdte a munkát a könyvön, az első fejezet 2012-ben meg is jelent az Urál című folyóiratban. Később a munka elhúzódott, és közben az eredeti írói elképzelés is módosult. Leonyid Juzefovics korábbi munkáihoz hasonlóan ez a könyv is a múltban játszódó, valós eseményekre és személyekre alapozott regény, de itt a korábbiaknál nagyobb szerepet kapnak az elképzelt alakok. 
A könyv témája az 1820-as évek görög szabadságharca. A történet 1823–1826-ban játszódik, I. Sándor taganrogi haláláig és a görög felkelésig, majd 10 évvel később. Bár a könyv kétszáz évvel ezelőtti eseményekről szól, az író szerint műfaja „inkább variációk történelmi témákra, semmint teljesértékű történelmi regény”.
A philhellén szó jelentése: 'szeretni a görögöket'. Az író egy interjúban elmondta, hogy a két római császár, Traianus és Hadrianus nevezte magát philhellénnek, akik pártfogolták Görögországot és a görög kultúrát. A 19. század elején a fogalom újra életre kelt: Európa-szerte így kezdték nevezni azokat, akik szimpatizáltak az Oszmán Birodalom elleni görög felkelőkkel, vagy közvetlenül részt vettek a harcukban. A philhellénneket a klasszikus Görögország idealizálása, keresztény romantika és általános liberális beállítottság jellemezte.
Leonyid Juzefovics a regényében kissé másképp használja, jelképessé tágítja a fogalmat. Egy ismertető szerint a könyvben philhellén lehet „bárki, aki szívében hordozza Görögországot mint egy varázslatos föld utáni álmot, ahol harmónia és boldogság van, és ahol szinte minden tárgy magán viseli az "isteni" jelzőt.”

### Alcíme
A könyv alcíme: „Regény naplókból, levelekből és a szereplők elképzelt, beszélgetőtársak nélküli beszélgetéseiből” (Роман в дневниках, письмах и мысленных разговорах героев с отсутствующими собеседниками).
A regényben nincs folyamatos történetmesélés, semleges narráció. A szereplők – akiknek a dokumentumait olvassuk – egy része valós történelmi személy, például I. Sándor orosz cár, vannak köztük ismert prototípusokról mintázott alakok, és vannak teljesen a képzelet szülte személyek, elsősorban a főszereplő, Grigorij Maszcepanov. A regényt alkotó levelek, naplók azonban – eredeti dokumentumok részleges felhasználásával – a szerző szövegei, és a régi levélregények kissé archaikus stílusában íródtak. Az első levelet 1822. novemberben keltezték, az utolsó dokumentum 1835 novemberéből való.

## Ismertetése
Két alapvető helyszíne van a történetnek: az egyik Oroszország – előbb az Urál, ahol a történet kezdődik: Nyizsnyij Tagil bányavárosban, majd Jekatyerinburgban és Permben, azután Carszkoje Szeloban, Taganrogban, – a másik Görögország, Návplio, Athén, az Akropolisz, közben Alexandria (Egyiptom).
A könyv elejétől végéig dokumentumokból áll. A tartalmukból kibontakozó eseménysorozat („cselekmény”) egyik központi figurája Grigorij Moszcepanov nyugállományú kapitány, a Napóleon elleni háború rokkantja, akit Gyemidov gróf hívott meg tanárnak az uráli ipari városba, Nyizsnyij Tagilba. Az egykori  harcos egyszerű, igazságszerető „kis ember” (malenykij cselovek, az orosz irodalom egyik hagyományos típusa), aki küzd a bányavezetők csalása és a megvesztegetés ellen, de megelégelik panaszait, elbocsátják és kirakják a hivatali lakásból. 
A görög szabadságharc híreire Moszcepanovnak „görögtűz lobbant a szívében”. Levélben közli a kancellária vezetőjével, hogy fontos titokkal rendelkezik, „amely hozzájárulhat a kereszt diadalához a félhold felett”, és a titkot magának a cárnak kell elmondania. Permben létre is jön a találkozó. Az igazságosságért folytatott küzdelme végül elvezeti Görögországba, a szabadságharc résztvevőjévé teszi, és egy cselekedetével akaratlanul is eldönti a háború kimenetelét. Párja a regényben egy félénk, hozzá sírig hű özvegyasszony. A philellének között említendő még Charles-Antoine Fabier is (prototípusa Charles Nicolas Fabvier, 1782–1855), Napóleon egykori ezredese, aki Návplióban a Görögországba érkező önkéntesekből szervez zászlóaljat.
A másik központi hős maga I. Sándor cár, akit szintén vonz a háború mítosza, mégsem avatkozik be a konfliktusba. A környezetéből megismerjük Ignatyij Jelovszkij kamarai titkárt, aki gondoskodó figyelemmel veszi körül szeretett cárját és igyekszik távol tartani tőle a hívatlan tanácsadókat. Köztük van a látomások által megszállott Julia Kridner bárónő (prototípusa Barbara von Krüdener, 1764–1824), a misztikus kereszténység képviselője, aki a cárt folyamatosan próbálja rávenni, hogy támogassa a görög „hittestvéreket”. Az uralkodó környezetéhez tartozik a cárt gyógyító Konstantin Kosztandisz görög orvos is.
A regény könnyed, régies hangulatban indul, Moszcepanov lépései, tévedései komikusak. Majd az összefüggések nélküli karakterek és különböző törekvések fokozatosan egy pontba futnak össze, magához vonzza őket a háború. Mindegyik szereplő vagy részt vesz benne, vagy beszél és gondolkodik róla. Többségük így vagy úgy eljut  a görög fővárosba.
Az író álmodozóknak nevezi hőseit: „Nemcsak azért érkeznek Görögországba, hogy harcoljanak a szabadságáért, hanem mindegyikük a saját illúzióját is követi. Ez a álomképkergetés talán az egyetlen olyan alapgondolata a regénynek, amelyet világosan meg tudok fogalmazni.” 